# 1,2-propaandiamine
1,2-propaandiamine is een organische verbinding met als brutoformule C3H10N2. De stof komt voor als een kleurloze, hygroscopische vloeistof met een scherpe, ammoniakachtige geur, die mengbaar is met water.

## Toepassingen
1,2-propaandiamine wordt gebruikt bij de bereiding van verschillende stoffen:
- Pesticiden en fungiciden
- Kleurstoffen
- Polymeren (polyamiden)
- Brandstofadditief en additieven voor smeermiddelen
- Corrosie-inhibitoren

## Toxicologie en veiligheid
1,2-propaandiamine ontleedt bij verhitting of bij verbranding, met vorming van giftige dampen van stikstofoxiden. De stof is een sterke base, ze reageert hevig met zuren en is corrosief. Ze reageert met sterk oxiderende stoffen, anhydriden en acylchloriden. 1,2-propaandiamine reageert ook met kwik, waarbij schokgevoelige stoffen worden gevormd en waardoor brand- en ontploffingsgevaar ontstaat.
De stof is corrosief voor de ogen, de huid en de luchtwegen. Inademing van de damp of inslikking van de vloeistof kan longoedeem veroorzaken.